# Falmer
Falmer est un village et une paroisse civile du district de Lewes entre Brighton et Lewes en Sussex de l'Est, Angleterre.
L'université du Sussex, Falmer Stadium et un campus de Université de Brighton sont situés près de Falmer.

## Histoire
Avant la conquête normande de l'Angleterre, le manoir de Falmer était détenu par l'abbaye de Wilton. Après la conquête, la majeure partie semble avoir été donnée à Gundred (en), épouse de Guillaume Ier de Warenne, 1er comte de Surrey. Au XIe siècle, le nom du village était diversement orthographié Falemela, Falemere ou Felesmere. Il y a une grange au toit de chaume du XIIIe siècle, cachée derrière l'église, qui était utilisée par les moines du Prieuré de Lewes pour stocker le maïs.
Édouard II a visité Falmer en 1324. Charles Ier accorda le manoir à Edward Ditchfield en 1628 ou 1629 et il le vendit à William Craven. A cette époque, son manoir s'étendait sur 3 060 acres (1 240 ha). Les Craven l'ont perdu à cause de leur soutien au roi pendant la guerre civile anglaise.
En raison de la proximité de Falmer avec la ville de Brighton et Hove, la paroisse a été considérablement affectée par le développement au XXe siècle de son grand voisin. Depuis les années 1960, il abrite le campus de l'Université du Sussex et, dans les années 1990, l'ancien campus Brighton Polytechnic Falmer est devenu une base principale de l'Université de Brighton. Le village prête son nom au magazine des anciens de l'Université du Sussex.